# Nạp đạn bằng khí nén

buồng gấp mép trích khí trực tiếp

Nạp đạn bằng khí nén hay trích khí (thuật ngữ tiếng Anh: Gas-operation) là một trong những cơ chế nạp đạn tự động của các loại súng. Trong đó khí nén áp lực cao được tạo thành từ việc bắn viên đạn được trích ra một phần để phục vụ cho việc hất vỏ đạn cũ ra bên ngoài và nạp viên đạn mới vào buồng đạn. Năng lượng từ khí được trích thông qua một lỗ trên nòng súng hoặc trích nó ở đầu nòng. Khí thuốc áp lực cao sẽ đẩy các pít ton chuyển động để xoay mở khóa đẩy khóa nòng về phía sau, nhả vỏ đạn cũ ra ngoài, đưa viên đạn mới vào nòng súng và xoay khóa cố định vào vị trí.

## Hệ thống trích khí
Hầu hết các hệ thống trích khí đốt hiện nay sử dụng các loại pít-tông và trích khí ngay trên nòng súng.

### Trích khí trực tiếp

Trích khí trực tiếp

Trích khí trực tiếp là loại trích khí mà luồng khí nén sẽ trực tiếp tác động và đẩy cho chốt và thoi nạp đi về phía sau. Hệ thống này được thấy sử dụng trong các khẩu Ljungman Ag m/42, M16 và MAS-49. Hệ thống này có lợi thế là độ giật ở mức tối thiểu giữ cho độ ổn định ở mức cao nhất cũng như giảm trọng lượng tổng thể của súng. Nó có nhược điểm là luồng khí cùng bụi tạo ra khi bắn sẽ tác động trực tiếp vào các bộ phận của súng khiến cho việc làm sạch thường xuyên là điều bắt buộc, cùng với luồng khí nóng tác động trực tiếp sẽ làm tăng nhiệt độ của các bộ phận bên trong súng lên nhanh chóng làm khô dầu bôi trơn và khiến các bộ phận giãn nở gây kẹt đạn.

### Trích khí ngắn

Trích khí ngắn

Hệ thống trích khí ngắn là hệ thống trích khí sử dụng các pít-tông di chuyển độc lập với khóa nòng khi luồng khí nén tác động vào, pít-tông và khóa nòng kết nối với nhau thông qua một thanh truyền như trong các khẩu Armalite AR-18 hay CKC. Dòng khí sẽ tác động mạnh vào pít-tông, đẩy pít-tông lùi đến một vị trí nào đó, sau đó luồng khí nén này sẽ thoát ra ngoài dần dần làm áp lực giảm đi khi đó pít-tông sẽ trở về vị trí cũ; khi pít-tông chuyển động sẽ truyền động năng qua khóa nòng, giúp khóa nòng di chuyển. Hệ thống này giúp cho việc hoạt động của các loại súng được kiểm soát tốt hơn khi mà các bộ phận nạp đạn chuyển động liên tục dừng lại đột ngột sẽ làm giật súng hơn là hãm chuyển động một cách từ từ. Hệ thống này có ưu điểm là pít-tông rất dễ bảo trì và việc luồng khí nóng và bẩn không tác động trực tiếp vào các bộ phận của súng khiến nó trở nên ổn định và sử dụng được lâu hơn, với tuổi thọ tăng đáng kể so với các loại súng trích khí trực tiếp. Nhưng hệ thống này có nhược điểm là các lò xo đẩy dùng để hãm chuyển động sẽ làm tăng trọng lượng của súng và khiến cho khóa nòng khó kéo về phía sau bằng tay hơn khi nạp băng đạn mới.

### Trích khí dài

Trích khí dài

Hệ thống trích khí dài là hệ thống trích khí mà các pít-tông gắn cố định vào khóa nòng thành một khối thống nhất di chuyển đồng bộ với nhau như khẩu AK-47 và TAR-21. Hệ thống này có ưu điểm là đơn giản, bền, khối lượng của pít-tông và khóa nòng đồng nhất khiến nó di chuyển đều đặn và tin cậy hơn. Nhược điểm là do khối lượng của pít-tông và khóa nòng đồng nhất khiến nó khi kết thúc chu trình di chuyển, khối pít-tông và khóa nòng dừng lại đột ngột, chạm vào phần cuối của súng sẽ làm súng bị giật bởi chính động năng của nó. Có thể khắc phục nhược điểm này bằng hệ thống trích khí chữ T sử dụng một khối lượng tương đương chuyển động ngược lại với hệ thống bolt để triệt tiêu động năng của nhau.

### Trích khí đầu nòng
Hệ thống trích khí đầu nòng là hệ thống sử dụng luồng khí nén khi nó thoát ra ở đầu nòng súng như khẩu M1922 Bang và Gewehr 41. Hệ thống này dài, nặng, dễ bị bẩn và phức tạp hơn các hệ thống trích khí khác, tuy nhiên nó có thể sử dụng áp lực khí nén thấp và không cần một cái lỗ ở nòng súng. Tuy nhiên các lợi thế này không thể bù được nhược điểm của nó khi mà hệ thống nạp đạn bằng phản lực bắn tuy hoạt động cũng tương tự với nòng lùi nhưng lại nhẹ và hiệu quả hơn.